# 隆慶 (明)
隆慶（りゅうけい）は中国、明の元号（1567年 - 1572年）。第13代皇帝穆宗の在位中に使われた。このため穆宗は隆慶帝と呼ばれる。

## 西暦との対照表
| 隆慶 | 元年   | 2年    | 3年    | 4年    | 5年    | 6年    |
| 西暦 | 1567年 | 1568年 | 1569年 | 1570年 | 1571年 | 1572年 |
| 干支 | 丁卯   | 戊辰   | 己巳   | 庚午   | 辛未   | 壬申   |